# Hugh S. Legaré
Hugh Swinton Legaré, né le 2 janvier 1797 et mort le 20 juin 1843, est un avocat ayant été représentant pour le 1er district congressionnel de Caroline du Sud de 1837 à 1839 avant de devenir procureur général des États-Unis dans l'administration Tyler entre 1841 et le 20 juin 1843, date à laquelle il meurt alors qu'il assistait à des cérémonies d'inauguration du monument de Bunker Hill.

## Biographie
Hugh S. Legaré est né le 2 janvier 1797 à Charleston en Caroline du Sud. Il suit des études à l'université de Charleston, à l'école de Moses Waddell (en) à Willington  puis est diplômé de l'université de Caroline du Sud en 1814. Legaré étudie le droit de 1814 à 1817 puis continue sa formation à Paris et à Édimbourg en 1818 et 1819. Il est admis au barreau 1822 et commence à exercer le droit à Charleston en Caroline du Sud.
Legaré commence sa carrière politique en entrant à la Chambre des représentants de Caroline du Sud dont il devient membre de 1820 à 1821 et de 1824 à 1830. Par la suite, il devient entre 1830 et 1832 procureur général de Caroline du Sud avant de partir à Bruxelles en tant que chargé d'affaires de 1832 à 1836. Le 4 mars 1837 Legaré devient membre de Chambre des représentants des États-Unis pour le 1er district congressionnel de Caroline du Sud mais n'ayant pas réussi à se faire réélire il quitte le Congrès en 1839. Il retourne donc exercer le droit à Charleston puis est nommé en 1841 procureur général des États-Unis par le président John Tyler. Legaré occupe également par intérim le poste de secrétaire d'État du 8 mai 1843 à sa mort le 20 juin 1843.